# 香蜜湖駅
香蜜湖駅（こうみつこえき）は中華人民共和国深圳市福田区に位置する深圳地下鉄羅宝線（1号線）の駅。

## 駅構造
- 島式ホーム1面2線の地下駅。

| 羅宝線ホーム (B2F) | ←■羅宝線 機場東方面 |
| 羅宝線ホーム (B2F) | 島式ホーム          |
| 羅宝線ホーム (B2F) | ■羅宝線 羅湖方面→   |

## 駅周辺
- 五洲賓館
- 水上楽園
- 深圳ゴルフ倶楽部

## 歴史
- 2004年12月28日 - 開業。

## 隣の駅
■深圳地下鉄羅宝線（1号線）
車公廟駅 - 香蜜湖駅 - 購物公園駅